# 네모토 요시아키
네모토 요시아키(根本 好章, 1929년 5월 26일 ~ )는 일본의 성우이자 배우로, 도쿄부 출신다.